# Dionysios Thrax

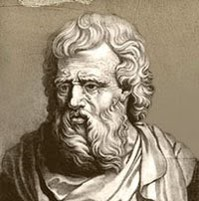
Porträt von Dionysios Thrax

Dionysios Thrax (altgriechisch Διονύσιος ὁ Θρᾷξ Dionýsios ho Thrāx, deutsch ‚Dionysios der Thraker‘; latinisiert Dionysius Thrax) war ein antiker griechischer Grammatiker. Er stammte aus Alexandria und lebte vermutlich im 2. Jahrhundert v. Chr.
Dionysios verfasste die erste griechische Grammatik, indem er die Erkenntnisse zusammentrug, die in der griechischen Welt durch Philosophen und Philologen in den vorangegangenen 400 Jahren zur Sprache und Grammatik formuliert worden waren.
In seiner „Τέχνη γραμματική“ (Technē grammatikē, „grammatische Wissenschaft“) werden zuerst die Buchstaben und Laute behandelt, dann die Flexion von Verb und Nomen sowie die Wortbildung. Das Buch enthält damit eine Phonologie und Morphologie des Griechischen.
So enthält z. B. Paragraph 12 das Nomen, das in der Übersetzung von Arens (1974:23) zitiert wird: „Das Nomen ist ein kasusbildender Satzteil, welcher ein Ding, z. B. Stein, oder eine Handlung, z. B. Erziehung, bezeichnet und allgemein, z. B. Mensch, Pferd, und besonders, z. B. Sokrates, gebraucht wird. Das Nomen hat fünf verschiedene Begleiterscheinungen: Geschlecht, Art, Form, Zahl, Kasus. …“ Mit „Form“ (σχῆμα) ist die Unterscheidung zwischen Simplex und Kompositum (zwischen einfachen, d. h. nicht zusammengesetzten, und zusammengesetzten Wörtern) gemeint. Für „Art“ (εἶδος) gibt er u. a. folgende Beispiele an: patronymisch, possessiv, komparativisch, superlativisch.
Bei Dionysios Thrax findet man auch das älteste ausgearbeitete Regelsystem der Metrik für Verse mit einer Klassifikation und Nomenklatur der Versfüße, die sich in der Poetik bis heute durchsetzte.
Dionysios Thrax greift zeitgenössischen Betrachtungen zum Aspekt und den Verbformen vor. So gebe es noch andere zeitliche Funktionen der Verbformen als die deiktischen Relationen. Er unterscheidet zunächst die drei üblichen Zeiten. Bei der Vergangenheit werden aber vier Unterarten differenziert: „parakeimenos“ (παρακείμενος), „hypersyntelikos“, „aoristos“ (ἀόριστος) und „paratatikos“. In die moderne Sprache der Grammatik übersetzt, sind damit die grammatischen Formen des Perfekts, Plusquamperfekts, Aorists und Imperfekts gemeint.

## Ausgaben
- Die Fragmente des Grammatikers Dionysios Thrax. Hrsg. v. Konstanze Linke (= Sammlung griechischer und lateinischer Grammatiker, 3). de Gruyter, Berlin/New York 1977, ISBN 3-11-005753-0
- Dionysii Thracis Ars Grammatica; qualem exemplaria vetustissima exhibent subscriptis discrepantiis et testimoniis quae in codicibus recentioribus scholiis erotematis apud alios scriptores interpretem armenium reperiuntur. Ed. Gustavus Uhlig. Teubner, Leipzig 1883 (griechisch-armenische Textausgabe)
- Manuela Callipo: Dionisio Trace e la tradizione grammaticale. Bonanno, Rom 2011, ISBN 978-88-7796-622-3. Enthält einen kritischen Text, eine italienische Übersetzung und einen Kommentar.
- Die Lehre des Grammatikers Dionysios (Dionysios Thrax, Tékhne grammatiké – deutsch [mit griechischem Paralleltext]). Übers. v. Wilfried Kürschner. In: Ancient grammar: Contents and contexts. Hrsg. v. Pierre Swiggers u. Alfons Wouters (= Orbis/Supplementa, 7). Peeters, Löwen/Paris 1996, ISBN 90-6831-881-0 / ISBN 2-87723-307-3, S. 177–215
- Die Lehre des Grammatikers Dionysios (Dionysios Thrax, Tékhne grammatiké – deutsch). In: De Tékhne Grammatiké van Dionysius Thrax: De oudste spraakkunst in het Westen. Pierre Swiggers – Alfons Wouters: Inleiding; Griekse tekst met Nederlandse vertaling en noten; Duitse vertaling (door Wilfried Kürschner); terminologisch apparaat en bibliografie (= Orbis Linguarum, 2). Peeters, Löwen/Paris 1998, ISBN 90-6831-992-2, S. 51–72